# Корсиканска изрисувана жаба
Корсиканските изрисувани жаби (Discoglossus montalentii) са вид земноводни от семейство Кръглоезични жаби (Alytidae).
Срещат се на остров Корсика във Франция.
Таксонът е описан за пръв път от италианския херпетолог Бенедето Ланца през 1984 година.